# Луговая (Махнёвское муниципальное образование)
Луговая — деревня в Алапаевскрм районе Свердловской области России. Подчинена Кишкинской сельской администрации Махнёвского муниципального образования.

## Географические положения
Деревня Луговая расположена в 70 километрах (в 101 километре по автодороге) к северу от города Алапаевска, на правом берегу реки Тагил.

## Население
| 2002 | 2010 |
| ---- | ---- |
| 14   | ↘13  |